# Gabriel González Taltabull
Gabriel González Taltabull (Jerez de la Frontera, 1892 - Sevilla, 9 de julio de 1938) fue un periodista y político español, miembro del Partido Republicano Radical primero y de Unión Republicana después. Murió asesinado por los franquistas en 1938.

## Biografía
González Taltabull nació en Jerez de la Frontera, aunque se afincó posteriormente en Sevilla.
Casado con Sara Niza Pérez (natural de Alanís de la Sierra, Sevilla). Fruto del matrimonio nació, en 1929, su hija Sara González Niza, que actualmente vive en Sevilla.
Pertenecía al núcleo republicano sevillano aglutinado en torno a Martínez Barrio. En Sevilla desarrolló su profesión como periodista y también como político. En 1920 era concejal del ayuntamiento de Sevilla.
Proclamada la Segunda República, fue nombrado gobernador civil de Guadalajara el 17 de abril de 1931. Ocupó dicho puesto hasta el 20 de mayo, momento en el cual fue nombrado para el mismo cargo en la provincia de Cádiz, siendo relevado un año más tarde. En septiembre de 1933 fue elegido vocal del Tribunal de Garantías Constitucionales. González Tartabull fue el candidato radical en las elecciones regionales indirectas para elegir a los vocales regionales, en este caso en Andalucía, donde derrotó al socialista Manuel Martínez Pedroso. Durante la crisis del Partido Radical tras las elecciones legislativas de 1933, González Taltabull se unió a Martínez Barrio cuando este creó el Partido Radical Demócrata, más tarde cofundador de Unión Republicana. Taltabull se convirtió, así, en líder de la nueva formación en la provincia de Cádiz. Se presentó en la candidatura del Frente Popular en las elecciones de 1936, siendo elegido diputado con 98 296 votos.
En el momento del golpe de Estado que dio lugar a la Guerra Civil se encontraba en Sevilla. Consiguió huir de la represión desatada por Queipo de Llano gracias al sacerdote Francisco Carrión Mejías (confesor de Blas Infante) que le escondió en un refugio de sacerdotes y, más tarde, en casa de un funcionario. Al mismo tiempo, bajo las órdenes de Queipo de Llano, el Diario de Cádiz hizo públicas las listas de masones que habían sido robadas por los sublevados de las sedes de la logias. Taltabull apareció en la del 17 de septiembre, publicada tanto con su nombre real como con su nombre simbólico dentro de la logia: Schopenhauer.
Taltabull, enterado, permaneció oculto veintidós meses hasta que le llegó una carta de un amigo que le propuso ayudarle a huir, citándole en el puerto de Sevilla. Sin embargo la carta era una falsificación, estratagema de un grupo falangista, y fue detenido al llegar al puerto hispalense el 14 de mayo de 1938. Fue fusilado en aplicación del bando de guerra de Queipo de Llano el 9 de julio de ese año. En 1940, el ayuntamiento gaditano informó sobre Taltabull como masón y responsable político en Cádiz al juzgado de Responsabilidades Políticas, indicando que desconocía su paradero.